# Sponiczenka
Sponiczenka (biał. i ros. Спонка, Sponka) – rzeka na Białorusi, w obwodzie homelskim. Lewy dopływ Soży. Należy do zlewiska Morza Czarnego dorzecza Dniepru.
Dopływy: Kosieka